# Municipio de Ann Arbor
El municipio de Ann Arbor es un municipio situado en el condado de Washtenaw, Míchigan, Estados Unidos. Tiene una población estimada, a mediados de 2023, de 4893 habitantes.

## Geografía
Está ubicado en las coordenadas 42°19′25″N 83°41′27″O / 42.32361, -83.69083 (42.323612, -83.690768). Según la Oficina del Censo, tiene una superficie total de 43.53 km², de los cuales 42.16 km² corresponden a tierra firme y 0.37 km² están cubiertos de agua.

## Demografía
Según el censo de 2020, en ese momento había 4673 personas residiendo en la zona. La densidad de población era de 111 hab./km². El 66.75% de los habitantes eran blancos, el 2.85% eran afroamericanos, el 0.28% eran amerindios, el 21.83% eran asiáticos, el 0.06% eran isleños del Pacífico, el 1.13% eran de otras razas y el 7.10% eran de una mezcla de razas. Del total de la población, el 4.37% eran hispanos o latinos de cualquier raza.